# نيسر رياسكو
نيسر رياسكو (مواليد 23 يوليو 1977) هو لاعب كرة قدم. يلعب مع منتخب الإكوادور لكرة القدم. سبق له أن لعب في كأس العالم لكرة القدم مع منتخب بلاده.

## روابط خارجية
- نايسر رياسكو على موقع الاتحاد الدولي (مؤرشف)  (الإنجليزية)
- نايسر رياسكو على موقع قاعدة بيانات كرة القدم.إي يو (الإنجليزية)
- نايسر رياسكو على موقع ليكيب (الفرنسية)
- نايسر رياسكو على موقع ناشيونال فوتبول تيمز (الإنجليزية)
- نايسر رياسكو على موقع Soccerway.com (الإنجليزية)
- نايسر رياسكو على موقع AS.com (الإسبانية)